# GetAbstract
getAbstract AG ist ein Schweizer Referatedienst, der sich auf die Zusammenfassungen von Wirtschaftsbüchern und Klassikern der Weltliteratur spezialisiert hat. Der Kernmarkt sind die USA, wo getAbstract eine Tochtergesellschaft besitzt. Gegründet wurde getAbstract 1999 von Rolf Dobelli, Thomas Bergen und Patrick Brigger.
getAbstract trifft eine Auswahl der nach ihrer Einschätzung wichtigsten Neuerscheinungen im Wirtschaftsbereich hinsichtlich der Kriterien Anwendbarkeit, Innovation und Stil. Die Kernaussagen dieser Werke werden in Form von Kurzreferaten (Abstracts) auf fünf Seiten zusammengefasst. Daneben bietet getAbstract auch Zusammenfassungen von Literaturklassikern aus den Bereichen Belletristik, Philosophie, Soziologie und Ökonomie auf 8 Seiten.
Der getAbstract International Book Award wird seit 2001 von getAbstract alljährlich an der Frankfurter Buchmesse vergeben. In den meisten Fällen wurden zwei Bücher pro Jahr mit dem Preis ausgezeichnet.